# Ulmus × hollandica 'Wredei'

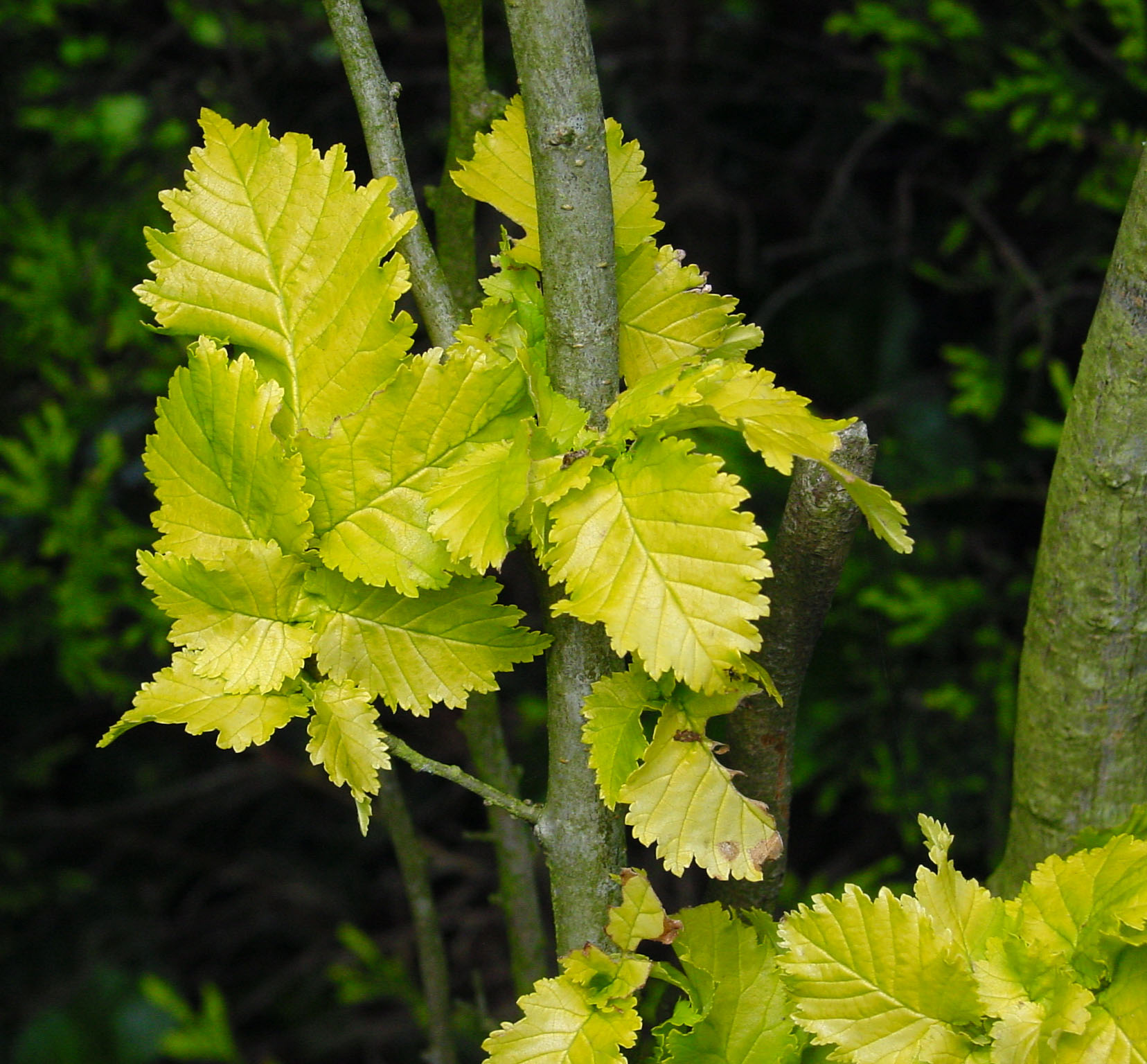

Ulmus × hollandica 'Wredei' je označení pro listnatou opadavou dřevinu, z čeledi jilmovité (Ulmaceae), kultivar druhu označovaný jako jilm holandský (Ulmus × hollandica). Kultivar je také někdy označovaný obchodním názvem „zlatý jilm“. Odborná literatura český název neuvádí. Kultivar vznikl jako sport kultivaru 'Dampieri" v Alt-Geltow Arboretum, nedaleko Postupimi, v Německu, v roce 1875. 

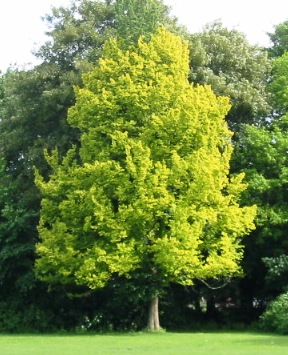
Starší dřevina.

## Popis
Strom zpočátku roste jako úzce sloupovitý, ale později se může vyznačovat spíše širším habitem. Dorůstá výšky až 10 m. Mladé listy rostlin jsou žluté, ale u starších stromů zelenají.

## Použití
Kultivar je jedním z nejpopulárnějších jilmů prodávaných v Evropě pro zbarvení listů, menší vzrůst a především odolnost proti chorobě grafióza jilmu způsobované houbou Ophiostoma novo-ulmi. Kultivar je uváděn jako vhodný pro menší zahrady. Řez snáší dobře.

## Pěstování
Je nenáročný, vhodný na stanoviště na slunci i v polostínu, snese všechny běžné půdy mimo přemokřených, suchých, zasolených. Snese vápenaté půdy.